# Amtsbezirk Neulengbach
Der Amtsbezirk Neulengbach war eine Verwaltungseinheit im Mostviertel in Niederösterreich.
Der Amtsbezirk war der Kreisbehörde in St. Pölten unterstellt und besorgte deren Amtsgeschäfte vor Ort. Die Zuständigkeit erstreckte sich neben Neulengbach auf die damaligen Gemeinden Anzbach, Asperhofen, Brand, Christophen, Inprugg, Johannesberg, Kirchstetten, Altlengbach, Markersdorf, Neustift, Ollersbach, Raipoltenbach, Tausendblum und Totzenbach.
Der Amtsbezirk umfasste dabei 15 Gemeinden mit 11.986 Einwohnern (lt. Zählung von 1851).